# Sicherheitsrat der Vereinten Nationen
Der Sicherheitsrat der Vereinten Nationen, oftmals auch als Weltsicherheitsrat bezeichnet, ist ein Organ der Vereinten Nationen. Er setzt sich aus fünf ständigen (permanent members, auch P5 genannt) und zehn nichtständigen Mitgliedern (elected members) beziehungsweise Staaten zusammen. Die fünf ständigen Mitglieder (Frankreich, Russland, die Vereinigten Staaten, die Volksrepublik China und das Vereinigte Königreich) haben bei der Verabschiedung von Resolutionen ein erweitertes Vetorecht und werden daher auch als Vetomächte bezeichnet.
Die konstituierende Sitzung des Sicherheitsrats fand am 17. Januar 1946 statt; diese und die folgenden 23 Sitzungen wurden im Londoner Church House abgehalten, spätere Sitzungen fanden im Hunter College in der Bronx, im Henry Hudson Hotel an der Fifth Avenue in Manhattan sowie in der Sperry-Gyroscope-Fabrik in Lake Success statt, bevor der Rat 1951 sein derzeitiges Domizil, das UN-Hauptquartier, am East River in Manhattan bezog.

## Aufgaben
Nach Artikel 24 I der Charta der Vereinten Nationen sollen ihm die Mitgliedstaaten „die Hauptverantwortung für die Wahrung des Weltfriedens und der internationalen Sicherheit“ übertragen. Während andere UNO-Organe unmittelbar nur Empfehlungen abgeben können, kann der Sicherheitsrat nach den Bestimmungen des Kapitels VII der Charta Entscheidungen mit Bindungswirkung für die Mitgliedsstaaten treffen – „Maßnahmen bei Bedrohung oder Bruch des Friedens und bei Angriffshandlungen“. Dabei besteht eine grundsätzliche Rechtsbindung an die Normen der UNO-Charta. Neben der politischen Prärogative des Sicherheitsrates zur Auslegung der tatbestandlichen Voraussetzungen des Art. 39 in concreto kann seine Praxis zur Fortbildung bestehenden Rechts führen. Nach herrschender Meinung darf sich der Sicherheitsrat mangels eigener Rechtssetzungsbefugnis dabei jedoch nicht in dezidierten Widerspruch zu den anerkannten Rechtsquellen des Völkerrechts setzen (Auslegung contra legem). Die Entscheidungen des Sicherheitsrates unterliegen allerdings keiner wirksamen Rechtskontrolle.

## Mitglieder des Sicherheitsrates
Der Rat besteht aus fünf ständigen und zehn nichtständigen Mitgliedern, die jeweils den Vereinten Nationen angehören. Bei Gründung der Vereinten Nationen waren es noch fünf ständige und sechs nichtständige Mitglieder gewesen. Am 17. Dezember 1963 beschloss die Generalversammlung der Vereinten Nationen mit der Resolution 1991 (XVIII) die Erhöhung der Zahl der nichtständigen Mitglieder von sechs auf zehn. Begründet wurde dies mit der steigenden Zahl der UNO-Mitgliedsstaaten insgesamt. Diese Regelung trat mit dem 31. August 1965 in Kraft.
Jedes Jahr wird die Hälfte der nichtständigen Mitglieder durch die UN-Generalversammlung auf zwei Jahre neu gewählt. Sie werden nach regionalen Gruppen ausgesucht und von der Generalversammlung bestätigt. So wird darauf geachtet, dass von den zehn nichtständigen Mitgliedern drei aus Afrika, zwei aus Asien, zwei aus Lateinamerika, eines aus Osteuropa und zwei aus Westeuropa oder der übrigen westlichen Welt (Kanada, Australien oder Neuseeland) kommen. Diese nichtständigen Mitglieder treten ihr Amt jeweils zum 1. Januar eines Jahres an. Zwischen dem Ausscheiden eines Staates aus dem Sicherheitsrat und der Wiederwahl muss mindestens ein Jahr liegen – eine direkte Wiederwahl ist also ausgeschlossen. Ein nicht festgeschriebenes, aber dennoch praktiziertes Gesetz ist, dass innerhalb oben genannter Weltregionen ein rotierendes System herrscht, das allen Ländern ermöglicht, in einem festen Turnus einen Sitz im Sicherheitsrat zu haben. Der Vertreter eines jeden Sicherheitsratsmitglieds muss jederzeit im UNO-Hauptquartier erreichbar sein, damit der Rat jederzeit zusammentreten kann.

### Ständige Mitglieder mit Vetorecht
- Französische Republik
- Russische Föderation (seit 1991); zuvor  Union der Sozialistischen Sowjetrepubliken
- Vereinigtes Königreich Großbritannien und Nordirland
- Vereinigte Staaten von Amerika
- Volksrepublik China (seit 1971); zuvor  Republik China

Diese Mitglieder haben bei bestimmten Beschlüssen des Sicherheitsrats ein Vetorecht. Zur Erläuterung des Vetorechts siehe Abschnitt Beschlüsse und den Artikel UNO-Vetomacht.

### Nichtständige Mitglieder
Die zehn nichtständigen Sitze werden unter den Regionalen Gruppen der UN aufgeteilt: Der afrikanische Block hat Anspruch auf drei Sitze. Asien, die Gruppe der lateinamerikanischen und karibischen Staaten und die Gruppe der westeuropäischen und anderen Staaten je auf zwei und Osteuropa auf einen Sitz. Jedes Jahr werden fünf nichtständige Mitglieder für die Dauer von zwei Jahren durch die Generalversammlung neu gewählt.
Der Vorsitz im Weltsicherheitsrat wechselt im Monatsturnus unter den Mitgliedern, in alphabetischer Reihenfolge der englischen Staatenbezeichnungen. Neben den ständigen und nichtständigen Mitgliedern hat der Generalsekretär der Vereinten Nationen einen Sitz im UNO-Sicherheitsrat. Er verfügt jedoch über kein Stimmrecht.

## Beschlüsse
Beschlüsse des Sicherheitsrats über Verfahrensfragen bedürfen der Zustimmung von neun Mitgliedern (Artikel 27 II der UNO-Charta). Beschlüsse über alle sonstigen Fragen bedürfen gemäß Artikel 27 III UNO-Charta der Zustimmung von neun Mitgliedern einschließlich aller fünf ständigen Mitglieder. Bei den sonstigen Fragen haben die ständigen Mitglieder damit ein Vetorecht.
Die ständigen Mitglieder haben zwischen 1945 und 2008 261-mal von ihrem Vetorecht Gebrauch gemacht.
Die Abstimmungen erfolgen öffentlich durch Handzeichen. Freiwillige Stimmenthaltung wird, entgegen dem Charta-Wortlaut, heute mehrheitlich als völkergewohnheitsrechtlich etablierte Erklärungsvariante qualifiziert, mit der sich unterhalb einer förmlichen Zustimmung eine politisch ambivalentere „Billigung“ von Ratsbeschlüssen ausdrücken lässt.
Weit umstrittener ist die Wertung des Nichterscheinens im Rat entweder als Stimmenthaltung (Billigung) oder als fehlende Zustimmung (Beschlussunwirksamkeit), seit die UdSSR ab 1949 wegen der Verweigerung des ständigen Sicherheitsratsmandats gegenüber der neuen chinesischen Regierung durch die Westmächte mittels ihrer sogenannten „Politik des leeren Stuhls“ den Sicherheitsrat blockierte, was von den Westmächten aber insbesondere in der Korea-Frage 1950 als unschädliche Enthaltung gewertet wurde. Die Sicherheitsratsbeschlüsse aus jener Zeit werden bis heute weder von der Volksrepublik China noch von der UdSSR bzw. Russland anerkannt.

## Kritik am Vetorecht
Immer wieder wird insbesondere die mögliche Blockade des Sicherheitsrates durch die ständigen Mitglieder kritisiert und ein Reformbedarf angemahnt. Da jedes der ständigen Mitglieder das Vetorecht besitzt, können sie auf diesem Wege wichtige Entscheidungen gegenseitig blockieren. Die anderen nichtständigen Mitglieder haben dieses Recht nicht – sie können praktisch nichts dagegen unternehmen.
Beim Völkermord in Ruanda 1994 wurden innerhalb weniger Wochen hunderttausende (manche Quellen sprechen von einer Million) Menschen ermordet. Dem Sicherheitsrat wird vorgeworfen, bei der Sanktionierung bzw. beim Eingreifen in den Konflikt versagt zu haben.
Fast zehn Jahre später kam es zu einem Konflikt in Darfur, einer Region in der nordostafrikanischen Republik Sudan. Die Volksrepublik China blockierte jedoch lange Zeit die Behandlung der Darfur-Krise im Sicherheitsrat, weil sie Interessen im sudanesischen Erdölsektor hatte; die USA blockierten eine Überweisung an den Internationalen Strafgerichtshof (IStGH), da sie diesen nicht anerkennen. Die Menschenrechtsverletzungen im Sudan hielten unterdessen an. Erst im März 2005 beschloss der Sicherheitsrat, dass der IStGH die Kriegsverbrechen in der Region untersuchen soll. China und die USA enthielten sich bei der Abstimmung über diese Resolution – die USA hatten dafür zuvor das Zugeständnis erhalten, dass US-Bürger, die für die Vereinten Nationen im Sudan arbeiten, von einer Strafverfolgung durch den IStGH ausgenommen werden.
Erneute Kritik an der Konstellation kam durch die Menschenrechtsverletzungen bei friedlichen Protesten in Myanmar auf, da China die dortige Militärjunta nicht ermahnen wollte. Dabei kam der Konflikt zum Ausdruck, dass ein ständiges Mitglied, dem selbst Menschenrechtsverletzungen vorgeworfen werden, ein anderes dafür bestrafen soll bzw. die Bestrafung immer verhindern kann.
Regelmäßig scheiterten Resolutionen gegen Israel am Veto der USA. So verhinderten die USA im Dezember 2014 einen Resolutionsentwurf, der sich gegen Israel wandte. Dieses Vorgehen endete am 23. Dezember 2016, als sich die USA bei einer gegen Israels Siedlungsbau gerichteten Resolution Ägyptens enthielten. Darin wurden die Siedlungen als illegal bezeichnet und der sofortige Stopp des Siedlungsbaus gefordert. Am 8. Dezember 2023 verhinderten die USA mit ihrem Vetorecht eine Resolution für einen sofortigen humanitären Waffenstillstand im Gaza-Krieg, zu der UN-Generalsekretär António Guterres den Weltsicherheitsrat angerufen hatte. Dabei bezog er sich erstmals seit seinem Amtsantritt 2017 auf Artikel 99 der UN-Charta, der es dem Generalsekretär erlaubt, den Sicherheitsrat auf „jede Angelegenheit hinzuweisen, die seiner Meinung nach die Gewährleistung von internationalem Frieden und Sicherheit gefährden kann“. Artikel 99 der UN-Charta war seit Jahrzehnten nicht angewandt worden. Ähnliche Vorstöße waren bereits mehrfach am Widerstand der USA gescheitert.
Zudem steht der Sicherheitsrat in der Kritik, da die als „Krieg gegen Terrorismus“ bezeichneten umfangreichen Aktivitäten der USA vom Sicherheitsrat weder legitimiert noch gerügt werden.
Ebenso scheiterten Sanktionen gegen Syrien nach den Protesten in Syrien 2011 an den Vetos Russlands und Chinas.
Russland erhob sein Veto in der Folge auch gegen die Weiterführung der Untersuchung von Giftgasangriffen während des Krieges in Syrien und erhöhte die Anzahl seiner Vetos zur Abschirmung des Präsidenten Assad im November 2017 auf deren elf.
Nach dem Abschuss eines malaysischen Zivilflugzeuges aus dem Gebiet der von Russland unterstützten Freischärler in der Ostukraine verhinderte Russland mit seinem Veto am 29. Juli 2015 die Einsetzung eines UNO-Tribunals.
Im Zusammenhang mit dem russischen Überfall auf die Ukraine stellte der Sicherheitsrat am 25. Februar 2022 eine Resolution zur Diskussion, welche die russischen Angriffe unverzüglich beenden sollte. Russland verhinderte mit seinem Veto jedoch die Resolution. Die Ukraine beantragte, die Mitgliedschaft Russlands als Vetomacht im Sicherheitsrat zu überprüfen und die Rechtsnachfolge der Union der Sozialistischen Sowjetrepubliken nachzuweisen. Der ukrainische Präsident Selenski forderte im Vorfeld der 78. Sitzung der Generalversammlung der Vereinten Nationen im September 2023 den Ausschluss Russlands aus dem Sicherheitsrat.

## Reformdiskussionen

Die ständigen Mitgliedstaaten im UNO-Sicherheitsrat (hellblau) und die G4-Staaten, die für einen ständigen Sitz werben (dunkelblau).

Seit Jahrzehnten wird diskutiert, weitere ständige Mitglieder in den Rat aufzunehmen. Brasilien, Indien, Japan und Deutschland erklärten Ende September 2004, sich gegenseitig im Bemühen um einen ständigen Sitz zu unterstützen. Diese Nationen wurden infolgedessen als die G4-Staaten bezeichnet. Weiterhin könnte im Rahmen der Reform auch ein afrikanischer Staat aufgenommen werden. Nigeria ist hierbei neben Südafrika und Ägypten im Gespräch. Das Veto gehört dabei erklärtermaßen nicht zum Primärziel dieses Konzepts, da darauf zunächst für die Dauer von 15 Jahren oder gänzlich verzichtet werden könne. Neben den dann 10 ständigen könnten fortan 14 nichtständige Mitglieder nach dem Rotationsprinzip dem Sicherheitsrat angehören. Von einigen Staaten wurde das Vorgehen der G4 jedoch misstrauisch beobachtet. Japan wurde zwar ausdrücklich von den Vereinigten Staaten unterstützt, jedoch von China kategorisch abgelehnt. Italien sprach sich vehement gegen einen deutschen Sitz aus und forderte stattdessen einen europäischen Sitz. Ebenso signalisierten die USA, unter anderem, da Deutschland sich nicht am Irakkrieg beteiligt hatte, eher die Ablehnung eines ständigen Sitzes im Sicherheitsrat für Deutschland. Frankreich und Großbritannien hingegen sind grundsätzlich für einen deutschen Sitz.
Der ehemalige UN-Botschafter der USA Richard Holbrooke äußerte 2004 (als er nicht mehr aktiver Diplomat war): „Ich glaube, Deutschland sollte ein ständiges Mitglied werden, aber ich muss etwas klarstellen: Es ist nicht Amerikas Versäumnis, dass Deutschland dem Sicherheitsrat nicht angehört. Dafür sind erstens vor allem Deutschlands europäische Verbündete England und Frankreich verantwortlich, die ihren eigenen Status im Sicherheitsrat nicht schmälern wollen, und zweitens andere große EU-Länder wie Italien und Spanien“
Argentinien und Mexiko stehen zudem in Konkurrenz zu Brasilien.
Für eine Erweiterung des Rates notwendig wäre die Änderung der Charta der Vereinten Nationen durch einen Beschluss mit Zweidrittelmehrheit in der UNO-Vollversammlung und anschließend die Ratifizierung dieser Änderung ebenfalls durch zwei Drittel der Mitgliedsstaaten. Hierbei ist insbesondere die Ratifizierung durch alle ständigen Mitglieder des Sicherheitsrats erforderlich.
2005 ist eine von der G4 befürwortete Initiative zu einer Erweiterung des Rates am Widerstand der Afrikanischen Union bzw. mehrerer afrikanischer Staaten gescheitert, die an der Forderung festhielten, dass alle neuen ständigen Mitglieder des Sicherheitsrats ein Veto-Recht erhalten sollen, solange es dieses gibt. US-Präsident Biden bekräftigte bei der 77. Generalversammlung der Vereinten Nationen die Unterstützung der USA für afrikanische, lateinamerikanische und karibische Sitze im Sicherheitsrat.
Nach einem weiteren Reformkonzept sind keine neuen ständigen Mitglieder vorgesehen, sondern die Einrichtung einer neuen Kategorie: „semi-permanente“ Sitze, die auf vier Jahre gewählt und verlängert werden können.

## Sitzungssaal
Die Sitzungen des Sicherheitsrats finden im „norwegischen Saal“ des UNO-Gebäudes in New York City statt, ein Geschenk des Staates Norwegen. Der vom Architekten Arnstein Arneberg gestaltete Raum ist mit einem Wandbild des Künstlers Per Krohg ausgestattet, das einen Phönix für den Neuanfang nach dem Zweiten Weltkrieg zeigt. Weitere Symboliken finden sich in den blauen und goldenen Seidenbehängen: Anker für den Glauben, Weizenähren für die Hoffnung, Herzen für die Barmherzigkeit.
Die Sitzordnung ist an den Farben der Sitze orientiert:
- Dunkelgraue Stühle: Die Delegierten von Mitgliedstaaten des Rates (direkt am runden Tisch)
- Blaue Stühle: Berater der Delegierten
- Rote Stühle: Weitere Mitglieder der UN, die an einer Sitzung zwar teilnehmen können, aber kein Stimmrecht haben

Der Saal verfügt über eine Besuchergalerie, die im Rahmen von Führungen für die Öffentlichkeit zugänglich ist. Hinter den Fenstern auf der linken und rechten Seite sitzen Dolmetscher. In der Mitte des runden Tisches ist, Stand Juli 2022, eine schwenkbare Kamera angebracht. Die Teilnehmer sehen in auf den Tischen angebrachten Bildschirmen, wenn sie gefilmt werden.
Der Sitzungssaal blickt auf New Yorks East River. Allerdings blieben die Vorhänge des Saals nach einem Anschlagsversuch auf Che Guevara, welcher zum Sicherheitsrat sprach, seit 1964 geschlossen. Unter der deutschen Präsidentschaft des Sicherheitsrates wurden die Vorhänge im Jahr 2019 zum ersten Mal wieder geöffnet, wodurch wieder ein Blick auf den Fluss möglich war.